# Полтава (линейный корабль, 1754)
«Полтава» — парусный линейный корабль Балтийского флота Российской империи, один из кораблей типа «Слава России», участник Семилетней войны. Второй корабль с именем «Полтава» этого типа — первый был спущен на воду в 1743 году. Корабль находился в составе флота с 1754 по 1770 год, совершал плавания в акватории Балтийского моря и Финского залива, во время Семилетней войны принимал участие в блокаде прусского побережья, совместных действиях российско-шведского флота в проливе Зунд и действиях эскадр Балтийского флота под Кольбергом, также использовался для практических плаваний по Финскому заливу. Последние годы службы провёл в Кронштадсткой гавани, где затонул из-за аварии, связанной с ветхостью конструкции корпуса.

## Описание судна
Представитель серии парусных двухдечных линейных кораблей типа «Слава России». Эта серия кораблей была самой многочисленной и одной из самых удачных серий линейных кораблей Российского императорского флота. Корабли серии строились с 1733 по 1774 год на верфях Санкт-Петербурга и Архангельска и принимали участие во всех плаваниях и боевых действиях российского флота в период с 1734 по 1790 год. Всего в рамках серии было построено 58 линейных кораблей. Все корабли этой серии обладали высокими мореходными качествами, хорошей маневренностью и остойчивостью.
Водоизмещение корабля составляло 1200 тонн, длина по сведениям из различных источников от 46,5 до 47,4 метра, ширина от 12,3 до 12,65 метра, а осадка от 5,4 до 5,48 метра. Вооружение судна составляли 66 орудий, включавшие двадцатичетырёх-, двенадцати- и шестифунтовые пушки, а экипаж состоял из 600 человек. Скорость судна при свежем ветре могла достигать восьми узлов.

## История службы
Линейный корабль «Полтава» был заложен на стапеле Соломбольськой верфи в Архангельске 15 (26) апреля 1753 года и после спуска на воду 26 апреля (7 мая) 1754 года вошёл в состав Балтийского флота России. Строительство вёл корабельный мастер майорского ранга И. В. Ямес. В июне — октябре того же года корабль осуществил переход из Архангельска в Кронштадт.
Принимал участие в Семилетней войне. 31 мая (11 июня) 1757 года в составе эскадры кораблей Балтийского флота под общим командованием адмирала З. Д. Мишукова выходил из Кронштадта для блокады побережья Пруссии. С 16 (26) июня по 3 (14) июля находился в крейсерском плавании в районе Мемеля, откуда 4 (15) июля перешёл на рейд Данцига и присоединился к находившемуся там флоту. С 8 (19) августа по 4 (15) сентября во главе эскадры под командованием адмирала В. А. Мятлева снова выходил в крейсерство к берегам Пруссии.
2 (13) июля 1758 года вошёл в состав эскадры, вышедшей из Кронштадта в крейсерское плавание в Балтийском море и вошедшей 9 (20) июля в состав российско-шведского флота, который до 28 августа (8 сентября) блокировал Зундский пролив с целью не допустить английский флот в Балтийское море. 30 сентября (11 октября) того же года корабль вернулся в Кронштадт. В июле—августе следующего 1759 года находился в составе эскадры, перевозившей войска из Кронштадта к Данцигу. 25 сентября (6 октября) корабль перешёл из Данцига в Ревель.
15 (26) июля 1760 года в составе флота пришёл к Кольбергу и присоединился к блокаде его крепости с моря. 10 (21) сентября приняв на борт войска с берега и взяв на буксир галиот корабль покинул район Кольберга и вернулся в Ревель. 18 (29) июня 1761 года в составе эскадры вновь вышел из Ревеля с десантом русских войск на борту и, высадив их 19 (30) июля возле мыса Рюгенвальде, 10 (21) августа ушёл к Кольбергу для осмотра его береговых укреплений. 14 (25) августа присоединился к прибывшему к Кольбергу флоту и в его составе принял участие в блокаде крепости. 29 сентября (10 октября) из-за начавшегося шторма русская эскадра была вынуждена покинуть Кольберг, в море корабли разлучились и 22 октября (2 ноября) корабль самостоятельно пришёл в Ревель. В кампанию следующего 1762 года с июня по август находился в составе Ревельской эскадры под командованием контр-адмирала Г. А. Спиридова, перевозившей войска, артиллерию и войсковое имущество из Кольберга в Ревель.
В кампанию 1764 года с мая по октябрь осуществлял практическое плавание в Финском заливе в составе эскадры. 3 (14) июля того же года участвовал в показательном морском сражении в заливе Рогервик, за которым с берега наблюдала императрица Екатерина II. После этого в море не выходил и находился в Кронштадтской гавани.
30 апреля (11 мая) 1770 года во время стоянки в той же гавани «Полтава» накренился на левый борт, однако из-за малой глубины гавани не затонул. После двухдневных спасательных работ по выкачиванию воды из корпуса корабля, в которых участвовало 800 человек с 26 помпами и ведрами и которые завершились неудачей, корабль лёг на грунт. Позднее там же линейный корабль «Полтава» был разобран.

## Командиры корабля
Командирами линейного корабля «Полтава» в составе Российского императорского флота в разное время служили:
| Время службы                     | Звание             | Имя и фамилия   | Комментарий                                                                                            | Прим.  |
| -------------------------------- | ------------------ | --------------- | --- | ------ |
| 1754 год                         | капитан 1-го ранга | М. де Реснер    | Первый командир корабля при переходе из Архангельска в Кронштадт.                                      | [ 11 ] |
| до 2 (13) июля 1757 года         | капитан 3-го ранга | Ф. Ф. Макензи   | В плаваниях к Данцигу и Мемелю, отпущен в Мемель на время войны с Англией.                             | [ 12 ] |
| со 2 (13) июля 1757 года         | лейтенант          | И. М. Селиванов | В плаваниях у Мемеля.                                                                                  | [ 13 ] |
| 1758 год                         | капитан 2-го ранга | А. Н. Сенявин   | В составе российско-шведского флота. Также в кампанию этого года командовал кораблём «Архангел Уриил». | [ 14 ] |
| 1759 год                         | капитан 3-го ранга | А. В. Елманов   | В плавании из Дангига в Ревель. Также в кампанию этого года командовал кораблём «Шлиссельбург».        | [ 15 ] |
| до августа 1760 года             | капитан 3-го ранга | И. М. Селиванов | В плавании к Кольбергу.                                                                                | [ 13 ] |
| с августа 1760 года до 1761 года | капитан 3-го ранга | М. А. Борисов   | При осаде Кольберга.                                                                                   | [ 16 ] |
| 1762 год                         | капитан 1-го ранга | Е. Н. Ирецкий   | В плаваниях между Кольбергом и Ревелем.                                                                | [ 17 ] |
| 1763—1764 годы                   | капитан 3-го ранга | Л. В. Култашев  | В плаваниях в Финском заливе.                                                                          | [ 18 ] |
| 1764 год                         | капитан 2-го ранга | Ф. Косливцев    | В плаваниях в Финском заливе.                                                                          | [ 19 ] |
| 1766 год                         | капитан 2-го ранга | В. Бабаев       | В кронштадтском порту.                                                                                 | [ 20 ] |

### Комментарии
1. ↑  Также в серию входили два корабля «Северный Орёл» 1735 и 1763 годов постройки, два корабля «Ревель» 1735 и 1756 годов постройки, два корабля «Ингерманланд» 1735 и 1752 годов постройки, два корабля «Святой Пётр» 1741 (до 6 (17) декабря 1741 года назвался «Иоанн») и 1760 годов постройки, два корабля «Святой Александр Невский» 1749 и 1762 годов постройки, два корабля «Москва» 1750 и 1760 годов постройки, корабли «Слава России» (головной корабль серии), «Основание Благополучия», «Леферм», «Благополучие» (до 6 (17) декабря 1741 года назвался «Правительница Российская»), «Счастие», «Екатерина», «Фридемакер», «Лесное», «Архангел Рафаил», «Святая великомученица Варвара», «Святой Сергий», «Святой Иоанн Златоуст» (В 1751 году был переименован в «Святой Иоанн Златоуст второй» в связи с постройкой одноимённого 80-пушечного корабля), «Архангел Гавриил», «Архангел Уриил», «Наталия», «Астрахань», «Рафаил», «Святой Иаков», «Не тронь меня», «Евстафий Плакида», «Святой Иануарий», «Саратов», «Тверь», «Трёх Иерархов», «Трёх святителей», «Европа», «Всеволод», «Ростислав», «Святой Георгий Победоносец», «Граф Орлов», «Память Евстафия», «Победа», «Виктор», «Вячеслав», «Дмитрий Донской», «Мироносиц», «Святой князь Владимир», «Александр Невский», «Борис и Глеб», «Преслава», «Дерись», «Ингерманландия», «Спиридон», корабль «Полтава» 1743 года постройки и один корабль без названия 1758 года постройки[1].
2. ↑  155 футов 6 дюймов[2].
3. ↑  41 фут 6 дюймов[2].
4. ↑  18 футов[2].
5. ↑  Наиболее вероятной причиной крена мог быть прогнивший в подводной части корабля нагель[9].